# Sevier County (Tennessee)
Sevier County ist ein County im Bundesstaat Tennessee der Vereinigten Staaten. Das U.S. Census Bureau hat bei der Volkszählung 2020 eine Einwohnerzahl von 98.380 ermittelt. Der Verwaltungssitz (County Seat) ist Sevierville.

## Geographie
Das County liegt im Osten von Tennessee, grenzt an North Carolina und hat eine Fläche von 1113 Quadratkilometern, wovon 14 Quadratkilometer Wasserfläche sind. Es grenzt im Uhrzeigersinn an folgende Countys: Jefferson County, Cocke County, Haywood County (North Carolina), Swain County (North Carolina), Blount County und Knox County.

## Geschichte
Sevier County wurde am 28. September 1794 aus Teilen des Jefferson County gebildet. Benannt wurde es nach John Sevier, dem einzigen Gouverneur des State of Franklin (ein Zusammenschluss von 8 Countys in Tennessee als eigener Bundesstaat), Mitglied in der State Legislature und im Repräsentantenhaus der Vereinigten Staaten sowie ersten Gouverneur von Tennessee.

### Historische Objekte
In Harrisburg abseits dem U.S. Highway 441, befindet sich die historische Harrisburg Covered Bridge, die 1975 vom NRHP als historisches Denkmal aufgenommen wurde (NRHP-ID 75001777).

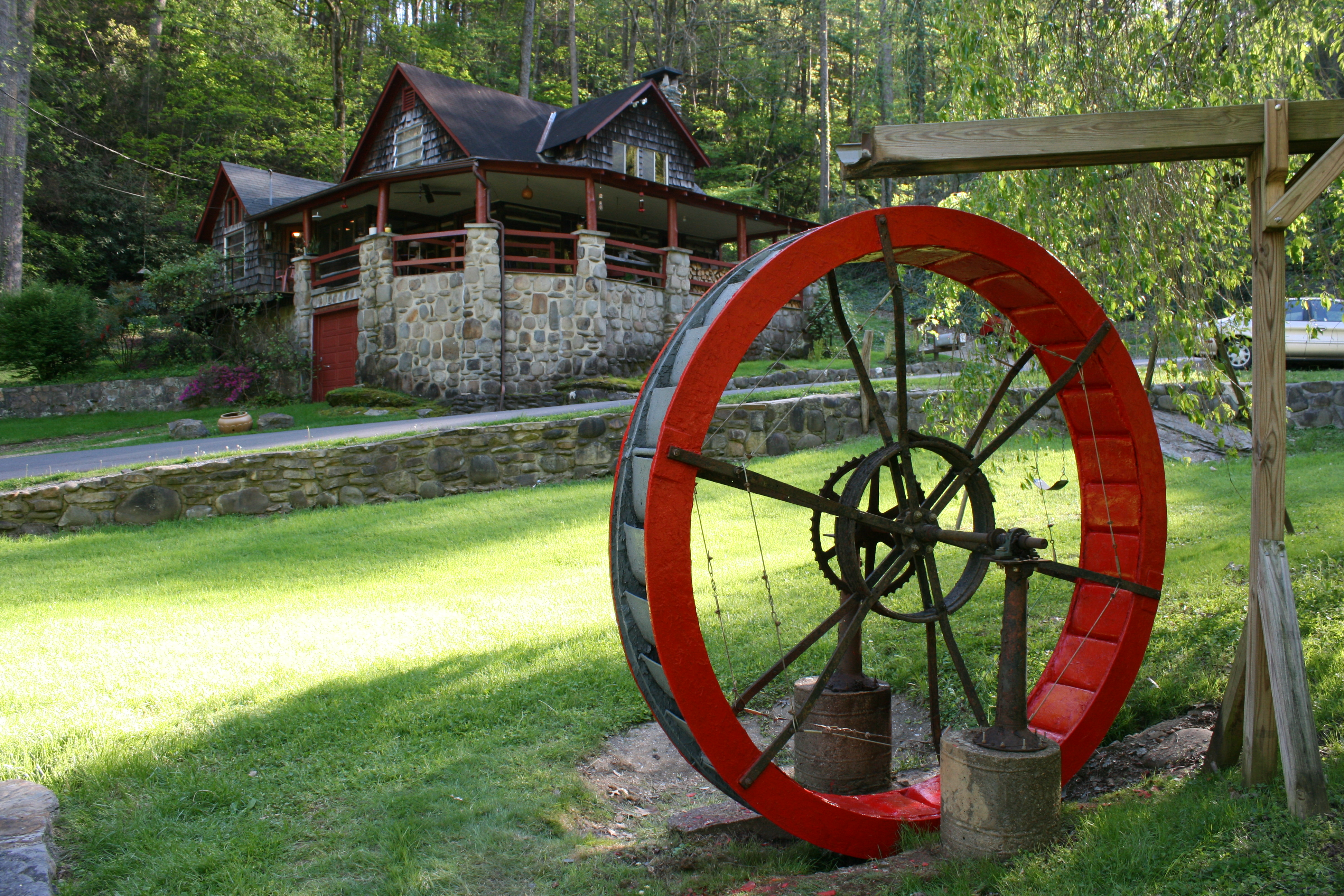
Perry’s Camp ist einer von 36 Einträgen des Countys im NRHP.

36 Bauwerke und Stätten des Countys sind insgesamt im National Register of Historic Places (NRHP) eingetragen (Stand 2. September 2018).

## Demografische Daten

Alterspyramide Sevier County

Nach der Volkszählung im Jahr 2000 lebten im Sevier County 71.170 Menschen in 28.467 Haushalten und 20.837 Familien. Die Bevölkerungsdichte betrug 46 Einwohner pro Quadratkilometer. Ethnisch betrachtet setzte sich die Bevölkerung zusammen aus 97,27 Prozent Weißen, 0,56 Prozent Afroamerikanern, 0,32 Prozent amerikanischen Ureinwohnern, 0,55 Prozent Asiaten, 0,02 Prozent Bewohnern aus dem pazifischen Inselraum und 0,42 Prozent aus anderen ethnischen Gruppen; 0,85 Prozent stammten von zwei oder mehr Ethnien ab. 1,24 Prozent der Bevölkerung waren spanischer oder lateinamerikanischer Abstammung.
Von den 28.467 Haushalten hatten 30,7 Prozent Kinder und Jugendliche unter 18 Jahre, die bei ihnen lebten. 59,3 Prozent waren verheiratete, zusammenlebende Paare, 10,1 Prozent waren allein erziehende Mütter und 26,8 Prozent waren keine Familien. 22,0 Prozent waren Singlehaushalte und in 7,9 Prozent lebten Personen im Alter von 65 Jahren oder darüber. Die Durchschnittshaushaltsgröße betrug 2,48 und die durchschnittliche Haushaltsgröße betrug 2,88 Personen.
23,0 Prozent der Bevölkerung waren unter 18 Jahre alt, 8,3 Prozent zwischen 18 und 24, 29,8 Prozent zwischen 25 und 44, 26,3 Prozent zwischen 45 und 64 und 12,6 Prozent waren älter als 65. Das Durchschnittsalter betrug 38 Jahre. Auf 100 weibliche Personen kamen statistisch 95,9 männliche Personen und auf 100 Frauen im Alter von 18 Jahren und darüber kamen 92,2 Männer.
Das jährliche Durchschnittseinkommen eines Haushalts betrug 34.719 USD, das Durchschnittseinkommen der Familien betrug 40.474 USD. Männer hatten ein Durchschnittseinkommen von 27.139 USD, Frauen 20.646 USD. Das Prokopfeinkommen betrug 18.064 USD. 8,2 Prozent der Familien und 10,7 Prozent der Einwohner lebten unterhalb der Armutsgrenze.